# اندرو استرولین
اندرو استرولین (انگلیسی: Andrew Stroehlein؛ زادهٔ ۱ ژانویهٔ ۱۹۰۱) یک روزنامه‌نگار آمریکایی/بلژیکی/انگلیسی است، او یک فعال در زمینه ارتباطات و فعال حقوق بشر است که در حال حاضر در سمت مدیر دیدبان حقوق بشر در حال خدمت است. استرولین که در بروکسل مستقر است، مسئول فعالیت رسانه‌ای این سازمان در اروپا، آسیای مرکزی و غرب آفریقا را برعهده دارد. وی پیش از این نه سال مدیر ارتباطات گروه بین‌المللی بحران بود.

## فعالیت حرفه‌ای
استرولین بنیانگذار مروری بر اروپای مرکزی بود و از آوریل ۱۹۹۹ تا ژوئیه ۲۰۰۱ سردبیر آن بود.
از اوت ۲۰۰۱ تا اوت ۲۰۰۳، او به عنوان هماهنگ‌کننده آموزش در مؤسسه گزارش جنگ و صلح خدمت کرد. استرولین برنامه آموزش روزنامه‌نگاری IWPR را بنیاد نهاد، بیش از ۱۵۰۰روزنامه‌نگار را در ۲۳کشور آموزش داد، مربیانی را برای روزنامه نگاران مشتاق در اروپا و آسیا استخدام و مدیریت کرد و با سایر سازمان‌های غیردولتی هماهنگی کرد.
او از سپتامبر ۲۰۰۳ تا فوریه ۲۰۱۳ مقیم بروکسل و مدیر ارتباطات گروه بحران بین‌المللی بود. استرولین عملیات رسانه‌ای فعال در بیش از ۶۰ کشور را هدایت کرد.
از مارس ۲۰۱۳، وی به عنوان مدیر رسانه‌ای اروپایی دیده‌بان حقوق بشر مستقر در بروکسل خدمت کرده است.

## افتخارات و جوایز
در دوران تصدی استرولین در مروری بر اروپای مرکزی، وی در ۲۰۰۰ نامزد نهایی جایزه انجمن اخبار آنلاین برای شبکه آنلاین و روزنامه‌نگاری اصلی در صفحات وب انتخاب شد. او همچنین برنده جایزه نت مدیا ۲۰۰۰ برای مشارکت برجسته‌اش در روزنامه‌نگاری آنلاین اروپا شد.
استرولین در حالی که در گروه بحران بین‌المللی بود در فهرست «۱۰۰ توئیتری» مجله فارین پالیسی در ۲۰۱۱، «در سیاست خارجی توییتر چه کسانی هستند» قرار گرفت.
در سال ۲۰۱۷، مجله سیاست خارجی اسپانیایی اسگلوبال او را به عنوان یکی از ۲۰ متخصصان تأثیرگذار در توییتر معرفی کرد. در همان سال، او توسط فعالان اروپا و مشاوران به عنوان یکی از «۴۰ تأثیرگذار برتر دیجیتال در اتحادیه اروپا» معرفی شد و دوباره در ۲۰۱۸ و ۲۰۱۹، علاوه بر اینکه به عنوان «۴۰تاثیرگذار برتر اتحادیه اروپا» شناخته شد، او همچنین در گروه «مهاجرت و حقوق بشر» تأثیرگذار و برترین بود، و در ۲۰۲۰، یک بار دیگر در آن رسته برنده شد و در بخش «سیاست اتحادیه اروپا» رتبه اول «تأثیرگذارترین در اتحادیه اروپا» را به دست آورد.
توییتر باراک اوباما، رئیس‌جمهور سابق ایالات متحده، او را دنبال می‌کند.

## انتشارات
مقالات تفسیری استرولین در «اکثر روزنامه‌های اصلی در اروپا و آمریکای شمالی و بسیاری از آنها در آسیا و آفریقا نیز منتشر شده است.»در سال ۲۰۱۹، او مقاله‌ای سفرنامه‌ای با استیو سردلو، همکار سازمان دیده‌بان حقوق بشر خود برای لس آنجلس را مورد بررسی قرار داد، ازجمله کتابهایی که تلاشهای ازبکستان را برای اصلاحات مورد بررسی قرار می‌دهد.
استرولین در مقاله‌ای که در ۲۰۱۵ برای پولیتیکو نوشت محاکمه حسین حبری رئیس‌جمهور سابق چاد را به عنوان جنایتکار جنگی اعلام کرد. وی در مقاله‌ای در ۲۰۱۴، با عنوان «۴۰۰۰۰ دلیل برای اینکه چرا سریلانکا برای نیجریه الگو نیست» نوشت، وی از طرح نیجریه برای استفاده از «روش سریلانکا» برای درهم شکستن بوکوحرام انتقاد کرد. مقاله ای هم در ۲۰۱۳ برای ایندیپندنت بریتانیا نوشت. سپس «واقعیت لیبریا پس از جنگ داخلی» و مقاله ای در ۲۰۱۲ برای همان روزنامه با عنوان «در مسیر بوکوحرام» از شمال نیجریه گزارش کرد. یک مقاله در ۲۰۱۱ برای CNN نوشت و به این سؤال پرداخت که «چرا ازبکستان اهمیت دارد». در مقاله‌ای دیگر در ۲۰۱۱ «درسهایی از یک دهه درگیری»، برای قدس العربی، او نوشت که ده سال پس از ۱۱ سپتامبر، «این وسوسه کننده است که از خود بپرسید آیا جهان هیچ چیز در مورد درگیری و حل تعارض می‌داند؟.»
در روزهای پایانی جنگ سریلانکا علیه ببرهای تامیل، استرولین در روزنامه گاردین دربارهٔ رویکرد نظامی دولت به غیرنظامیان در مناطق درگیری باقی مانده نوشت و آنها را «۵۰۰۰۰ گروگان سریلانکا» نامید.
وی در فایننشال تایمز در ۲۰۰۶ خواستار «گسترش آزادی پروژه‌های اطلاع‌رسانی وب در مورد ازبکستان شد.» در ۲۰۰۳ او برای مجله تایم دربارهٔ تأثیر رسانه‌های روسی در بلاروس نوشت. همچنین در مقاله‌ای در ۲۰۰۲، «برنده مقاله سانسور شد»، این مقاله در مجله روزنامه‌نگاری آنلاین منتشر شد و در کتاب مک گرو هیل با نام ۷۵ استدلال تجدید چاپ شد، استرولین استدلال کرد که نقش اطلاعات مبتنی بر وب در کشورهای اقتدارگرا شبیه به سامیزدات در چکسلواکی سابق کمونیست است.
استرولین همچنین ده‌ها مقاله برای روزنامه چک به نام بریتسکه لیستی Britské listy نوشته است.